# Шехтер, Залманбер Халлилович
Залманбер Халлилович Шехтер (1919—1991) — конструктор сейсмологических приборов, лауреат Государственной премии СССР 1970 года.
Член КПСС с 1944 года.
Окончил МВТУ им. Баумана (1941).
В 1941—1960 годах работал на заводах Челябинска, Энгельса и Саратова на инженерных должностях.
С 1960 года начальник отдела СКБ сейсмического приборостроения Министерства нефтяной промышленности СССР (г. Саратов). Работал в СКБ до середины 1980-х гг.
Соавтор изобретений в области электростатической записи информации и электрографических устройств.
Авторские свидетельства:
- Устройство для закрепления и транспортирования магнитной пленки в сейсмических станциях и сейсмообрабатывающих машинах;
- Цифровая сейсморазведочная станция;
- Устройство для электростатической записи информации;
- Устройство для жидкостного проявления электрографического изображения;
- Электрографическое устройство.

Лауреат Государственной премии 1970 года (в составе коллектива) — за коренное усовершенствование и повышение геологической эффективности поисков и разведки месторождений полезных ископаемых сейсмическим способом.
Похоронен в Саратове, Еврейское кладбище, квадрат 3, ряд 48, ограда/участок 1.
Жена — Шехтер Инна Наумовна (1924—1992). Дочь Вайсбейн Марина Залманберовна (1955—2007). Сын Владимир — инженер ОАО «Саратовнефтегеофизика».